# 街角花だより
『街角花だより』（まちかどはなだより）はこうの史代による日本の漫画作品。

## 概要
1995年から1996年にかけて、『漫画アクションファミリー増刊 クレヨンしんちゃん特集号』（双葉社）に掲載され、その後、2002年から2003年にかけて、『まんがタウンオリジナル』（双葉社）に連載されていた。著者のデビュー作でもある。
7年のブランクの後の再連載の際には設定が若干変わっている。その区別のため、店長の苗字に基づき、「明石版」、「日和版」という言い方がされている。単行本には同作以外に短編「俺様!」「願いの全て」が収められている。
2022年にこうのの作品の新装版がコアミックスより刊行され、本作は『夕凪の街 桜の国』と同時発売されている。新装版には「七人の神様」、「けんか」、「長い友」、「のの」の4編が新たに収録となっている。

## ストーリー
街角の小さな花屋を舞台に、のんびり屋の店長と従業員のりんの、女性同士の微妙な関係をほのぼのと描く。りんは変わり者の店長に引きずられながら、彼女のことを少しずつ意識するようになっていく。

## 書誌情報
- こうの史代『街角花だより』双葉社〈アクションコミックス〉、2007年3月12日発売[5]、ISBN 978-4-575-94078-7
- こうの史代『街角花だより』双葉社〈双葉文庫名作シリーズ〉、2011年8月18日発売[6]、ISBN 978-4-575-72781-4
- こうの史代『街角花だより 新装版』コアミックス〈ゼノンコミックスDX〉、2022年4月20日発売[4]、ISBN 978-4-86720-370-5